# Wapen van De Deelen

Het wapen van De Deelen

Het wapen van De Deelen werd op 13 mei 1935 aan het Friese waterschap De Deelen toegekend. Het wapen bleef tot 1969 in gebruik, dat jaar ging het waterschap op in Boarnferd.

## Blazoenering
De blazoenering van het wapen luidde als volgt:
In keel twee versmalde dwarsbalken van zilver en een schildvoet geschakeerd van liggende blokjes van zilver en sabel in vier rijen, elke rij van zeven blokjes. Het schild gedekt met een gouden kroon van drie bladeren en twee paarlen.
Het schild is rood van kleur met daarop twee zilveren en versmalde dwarsbalken. Onderin een geblokte schildvoet met blokken zwart en zilver. Het geblokte veld heeft vier rijen en zeven kolommen. Op het schild staat een gouden gravenkroon.
Het wapen is sprekend, de twee dwarsbalken staan symbool voor het Oud-Deel en het Nieuw-Deel, twee kanalen in de polder. Zwart staat in waterschapswapens doorgaans symbool voor veen, dat  is in dit geval niet anders.

## Vergelijkbare wapens

Het wapen van De Delfstrahuizen
Het wapen van Echten
Het wapen van Groote Veenpolder in Weststellingwerf
Het wapen van Groote Sint Johannesgaster Veenpolder
Het wapen van Hasker Veenpolder
Het wapen van De Groote Veenpolder in Opsterland en Smallingerland
Het wapen van Ter Idsardt en Oldeholtwolde
Het wapen van Vierde en Vijfde Veendistrict
Het wapen van Zesde en Zevende Veendistrict